# Zulaikha Patel
Zulaikha Patel, née en 2003, est une militante féministe noire sud-africaine antiraciste, et promotrice de l'éducation.
Elle devient à 13 ans en 2016 un symbole de la lutte contre le racisme et pour le respect de son identité africaine en organisant des manifestations dans son lycée pour obtenir le droit de conserver sa coiffure afro, et contre les reliquats racistes. Les autres lycées suivent son exemples, elle reçoit un soutien international. Elle obtient gain de cause, et est distinguée la même année parmi les 100 femmes de la BBC.
Elle continue ensuite son militantisme en parallèle à ses études de droit, écrit un livre, fonde une association promouvant l'éducation et la lecture. Elle est distinguée en 2022 par le Haut-Commissariat des Nations unies aux droits de l'homme.

## Biographie

### L'affaire du lycée pour filles de Pretoria

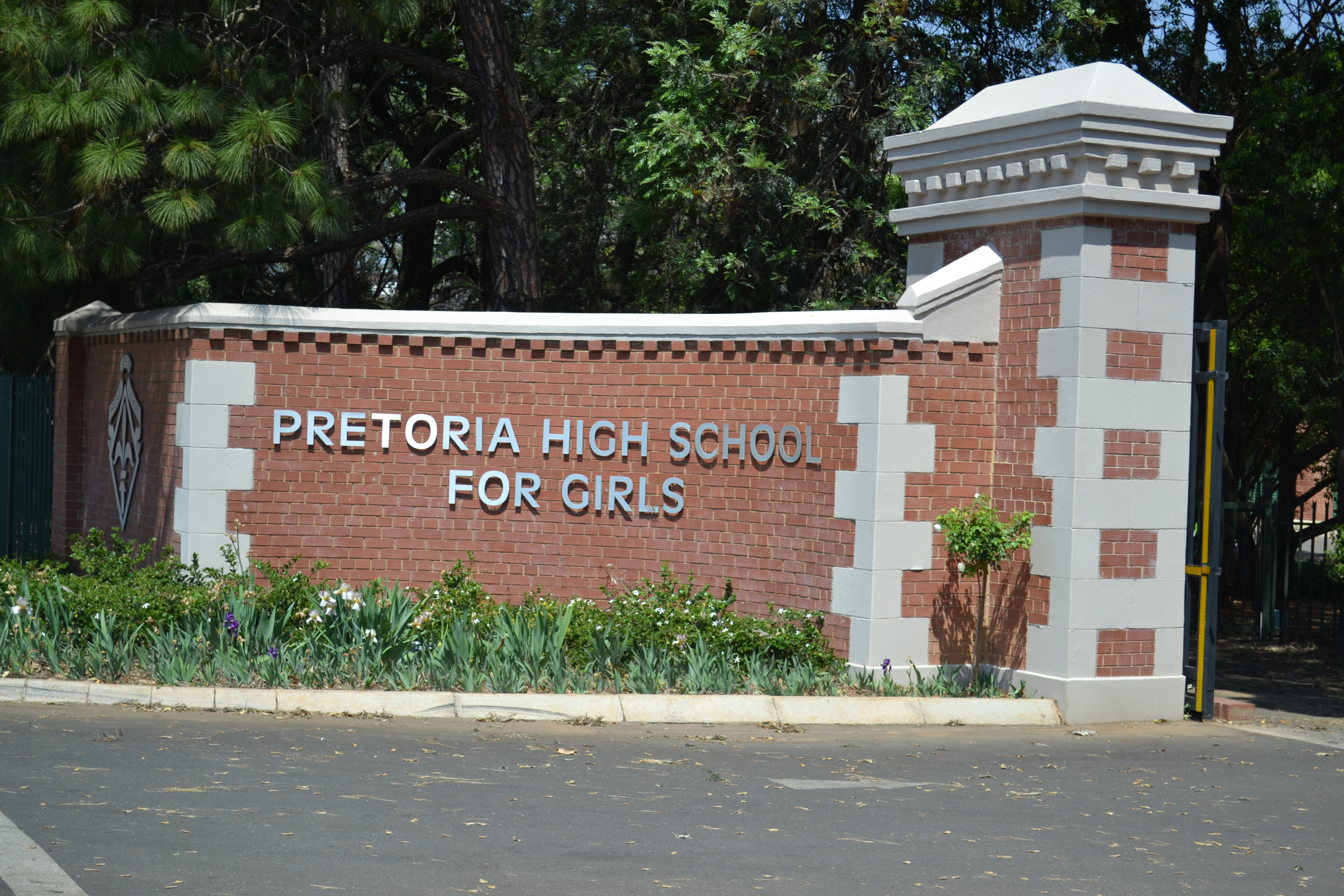
Entrée de la Pretoria High School for Girls.

La Pretoria High School for Girls, lycée pour filles de Pretoria, capitale de la République d'Afrique du Sud, est un établissement scolaire fondé en 1902, multiracial à l'origine. Mais il n'admet que les écoliers blancs pendant l'apartheid jusqu'en 1990, avec l'admission d'une fille de diplomate. Depuis 1994, l'établissement est ouvert à toutes les sudafricaines. Selon CNN, le Code de conduite des filles de Pretoria ne mentionne pas spécifiquement les coiffures afros, mais il énonce des règles d'apparence générale, prescrivant notamment que tous les styles « doivent être stricts, soignés et en harmonie avec l'uniforme scolaire ». Les enseignants, majoritairement blancs, expliquent aux élèves noires que leurs coiffures afro sont « exotiques » et qu'il faut les apprivoiser, les lisser,.
Zulaikha Patel organise une manifestation avec d'autres étudiantes contre la Pretoria High School for Girls, contre la politique de coiffure féminine menée par l'établissement,. La manifestation rassemble une centaine d'étudiantes. Les adolescentes qui participent à la manifestation sont menacées d'arrestation, à ce moment Zulaikha Patel est en tête de la manifestation. Une vidéo publiée en ligne sur Instagram devient virale. Elle montre Zulaikha Patel face aux gardes de sécurité armés engagés par la direction de l'école pour disperser la manifestation, les jeunes filles lèvent les mains et scandent : « Emmenez-nous toutes, ils vont nous arrêter ».
Cette vidéo provoque une vive réaction contre l'école. Zulaikha Patel devient alors à 13 ans un symbole de la lutte contre la politique du Pretoria High School for Girls concernant les cheveux des filles noires. Elle déclare : « Me demander de changer de cheveux, c'est comme me demander d’effacer ma peau noire »,.

### Conséquences de la protestation
Les actions de Zulaikha Patel inspirent d'autres manifestations en Afrique du Sud, au lycée Lawson Brown au Cap oriental et à l'école pour filles Saint Michael à Bloemfontein, où les parents défilent également. Dans le monde entier, des personnes commencent à partager des photos de leurs propres coiffures afros sur les réseaux sociaux, en solidarité avec les étudiantes du lycée de Pretoria. La couverture médiatique devient internationale. Les manifestations montrent que les divisions raciales persistent, malgré la fin de l'apartheid en 1991.
Le défi de Zulaikha Patel déclenche suffisamment de protestations pour induire des changements. Panyaza Lesufi, le ministre de l'Éducation de la province du Gauteng, visite le lycée féminin de Pretoria. Il écoute les doléances des élèves noires, non seulement concernant la politique sur les coiffures, mais aussi contre le racisme en général à l'école. Ainsi, les filles ne sont pas autorisées à parler des langues sud-africaines dans l'enceinte de l'école, uniquement l'anglais ou l'afrikaans, reliquat de l'apartheid. Patrick Gaspard, ambassadeur américain en Afrique du Sud, publie par tweet : « Toutes les sociétés ont des règles. Et parfois, ces règles sont biaisées et doivent être dénoncées et abolies. » Une pétition en ligne, recueille près de 25 000 signatures en une seule journée. Le ministère de l'Éducation de Gauteng ordonne au lycée de suspendre immédiatement la clause sur les coiffures et de réviser l'ensemble du code de conduite de l'établissement,,.

### Écrivaine, créatrice d'association
Après ses études au lycée, Zulaikha Patel poursuit des études de droit.
Elle écrit en 2019 un roman My Cowly Hair (Ma couronne de cheveux) où elle conte l'histoire d'une petite fille de sept ans qui se pose des questions sur ses cheveux, sur son héritage culturel, et apprend à s'aimer elle-même. Ce livre a du succès auprès des jeunes africaines,. Il est à volonté pédagogique, pour que les filles n'aient pas honte de leurs cheveux, mais jouent avec eux et en soient fiers.
Elle crée l'association Dare to change pour encourager et faciliter l'éducation et la lecture par l'installation de coins bibliothèques dans les villages et communautés rurales.
Elle est membre de l'association Black Radical Feminists qui s'engage dans la lutte contre les violences sexuelles et le viol,.

## Ouvrages
My coily crowny hair, 2019 ; réédité en 2021,.

## Reconnaissance
Zulaikha Patel est reconnue comme l'une des 100 femmes de la BBC en 2016,.
Six ans plus tard, toujours militante, elle honorée par le Haut-Commissariat des Nations unies aux droits de l'homme à Genève en 2022.